# Mongolicosa uvs
Espèce
Mongolicosa uvs est une espèce d'araignées aranéomorphes de la famille des Lycosidae.

## Distribution
Cette espèce est endémique de l'aïmag d'Uvs en Mongolie,. Elle se rencontre vers Türgen Somon.

## Description
La femelle holotype mesure 7,5 mm.

## Systématique et taxinomie
Cette espèce a été décrite par Esyunin et Ustinova en 2024.

## Étymologie
Son nom d'espèce lui a été donné en référence au lieu de sa découverte, l'aïmag d'Uvs.

## Publication originale
- Esyunin, Ustinova & Tsagaanbileg, 2024 : « A new species of the wolf spider genus Mongolicosa (Araneae, Lycosidae) from Mongolia. » Zoologicheskiĭ Zhurnal, vol. 103, no 4, p. 22-25.